# Emre Aslan
Emre Aslan (ur. 3 stycznia 1992) – turecki zapaśnik walczący w stylu klasycznym. Brązowy medalista na mistrzostwach śródziemnomorskich w 2010. Trzeci na ME juniorów w 2011 roku.